# Рьян (кантон)
Рьян (фр. Rians) — упразднённый кантон на юго-востоке Франции, в регионе Прованс — Альпы — Лазурный Берег (департамент — Вар, округ — Бриньоль).

## Состав кантона
До марта 2015 года площадь кантона — 346,23 км², включал в себя 6 коммун, население — 13 696 человек (2010), плотность населения — 39,56 чел/км².
| Коммуна          | Французское название | Население, чел. (2012) | Площадь, км² |
| ---------------- | -------------------- | ---------------------- | ------------ |
| Артиг            | Artigues             | 31,85                  | 216          |
| Винон-сюр-Вердон | Vinon-sur-Verdon     | 36,00                  | 4 199        |
| Жинасервис       | Ginasservis          | 37,47                  | 1 551        |
| Ла-Вердьер       | La Verdière          | 68,16                  | 1 652        |
| Рьян             | Rians                | 96,87                  | 4 345        |
| Сен-Жюльен       | Saint-Julien         | 75,88                  | 2 222        |

В марте 2015 года кантон официально упразднён согласно директиве от 27 февраля 2014, а коммуны административно переподчинены кантону Сен-Максимен-ла-Сент-Бом.